# Otto Knappe von Knappstädt
Otto August Knappe von Knappstädt  (* 22. April 1815 in Oels; † 16. Februar 1906 in Neubrandenburg) war ein preußischer General der Infanterie.

## Leben

### Herkunft
Otto war der Sohn des späteren preußischen Generalmajors August Knappe von Knappstädt (1775–1852) und dessen Ehefrau Charlotte Dorothea, geborene von Mützschefall (1776–1851).

### Militärlaufbahn
Nach dem Besuch der Gymnasien in Prenzlau und Neubrandenburg trat Knappe als Musketier in das 40. Infanterie-Regiment der Preußischen Armee ein. Er wurde 1834 Sekondeleutnant und diente ab 1837 im Lehr-Infanterie-Bataillon. 1838 wurde er Bataillonsadjutant und 1850 Premierleutnant. Im gleichen Jahr erfolgte seine Versetzung als Adjutant bei der Kommandantur von Luxemburg. Seine Beförderung zum Hauptmann erhielt er 1852, die zum Major 1859 und zum Oberstleutnant 1864. Bei Ausbruch des Deutschen Krieges 1866 war er Oberst und Kommandeur des Kaiser Alexander Garde-Grenadier-Regiment Nr. 1. Er kam hier nur in der Schlussphase der Schlacht bei Königgrätz zum Einsatz und seine Einheit hatte nur äußerst geringe Verluste.
Mit Beginn des Krieges gegen Frankreich wurde Knappe für die Dauer des mobilen Verhältnisses mit der Führung der 3. Garde-Infanterie-Brigade beauftragt. Mit diesem Großverband nahm er an der Schlacht bei Gravelotte teil, wo seine Brigade äußerst schwere Verluste erlitt und auch Knappe selbst verwundet wurde. Er kehrte erst im Dezember 1870 in den aktiven Dienst zurück, um an der Belagerung von Paris teilzunehmen. Für seine Leistungen erhielt er beide Klassen des Eisernen Kreuzes.
Anlässlich der Kaiserproklamation in Versailles wurde Knappe am 18. Januar 1871 zum Generalmajor befördert sowie am 17. Juni 1871 zum Brigadekommandeur ernannt. Zeitgleich war er ab Ende August auch als Mitglied der Kommission zur Beratung des Entwurfs eines Militärstrafgesetzbuches für das Deutsche Reich tätig. Am 18. Mai 1876 wurde Knappe zu den Offizieren à la suite der Armee mit dem Rang und den Gebührnissen eines Divisionskommandeurs versetzt und nach Württemberg zur Übernahme des Kommandos der 27. Division (2. Königlich Württembergische) kommandiert. Am 27. Mai 1876 erfolgte seine Ernennung zum Kommandeur dieser Division und drei Tage später die Beförderung zum Generalleutnant. Am 9. Dezember 1878 wurde er von seinem Kommando entbunden und unter Verleihung des Roten Adlerorden I. Klasse mit Eichenlaub mit der gesetzlichen Pension zur Disposition gestellt. Anlässlich des 25. Jahrestages der Schlacht bei Gravelotte erhielt Knappe am 18. August 1895 durch Kaiser Wilhelm II. den Charakter als General der Infanterie.
Knappe war Rechtsritter des Johanniterorden.

## Auszeichnungen
- Russischer Sankt-Stanislaus-Orden II. Klasse am 11. Juni 1864
- Kommandeur II. Klasse des Ordens vom Zähringer Löwen am 17. November 1867
- Komtur II. Klasse des Großherzoglich Hessischen Philippsordens am 10. September 1868
- Russischer Orden der Heiligen Anna II. Klasse mit Brillanten am 9. Juni 1870
- Kommandeur des Schwertordens im Jahre 1875